# فرانسيسكو إلسون
فرانسيسكو إلسون (بالهولندية: Francisco Elson) مواليد 28 فبراير 1976 في روتردام، هو لاعب كرة سلة هولندي معتزل بدأ مسيرته الاحترافية في سنة 1999 حيث تم اختياره من قبل فريق دنفر ناغتس خلال الدرافت. يبلغ طوله 7 قدم 0 بوصة (2.1 م). اعتزل اللعب في 2013.

## فرق لعب لها
- دنفر ناغتس
- سان أنطونيو سبرز
- سياتل سوبرسونيكس
- ميلووكي باكز
- فيلادلفيا سفنتي سيكسرز
- يوتاه جاز

## إحصائيات المسيرة

### الموسم الاعتيادي
| السنة   | الفريق                 | لعب | بدأ | دقيقة | ميداني% | ثلاثية | حرة   | ارتداد | صنع | استلاب | تصدي | نقطة |
| ------- | ---------------------- | --- | --- | ----- | ------- | ------ | ----- | ------ | --- | ------ | ---- | ---- |
| 2003–04 | دنفر ناغتس             | 62  | 14  | 14.1  | .472    | .000   | .667  | 3.3    | .5  | .6     | .6   | 3.5  |
| 2004–05 | دنفر ناغتس             | 67  | 11  | 14.0  | .468    | .333   | .570  | 3.0    | .5  | .5     | .6   | 3.7  |
| 2005–06 | دنفر ناغتس             | 72  | 54  | 21.9  | .532    | .200   | .662  | 4.7    | .7  | .8     | .6   | 4.9  |
| 2006–07 | سان أنطونيو سبرز       | 70  | 41  | 19.0  | .511    | .000   | .775  | 4.8    | .8  | .4     | .8   | 5.0  |
| 2007–08 | سان أنطونيو سبرز       | 41  | 3   | 13.0  | .419    | .000   | .833  | 3.3    | .4  | .2     | .3   | 3.5  |
| 2007–08 | سياتل سوبرسونيكس       | 22  | 2   | 12.7  | .341    | .000   | .462  | 3.0    | .4  | .3     | .3   | 3.0  |
| 2008–09 | ميلووكي باكز           | 59  | 23  | 16.6  | .491    | .250   | .846  | 3.9    | .5  | .6     | .6   | 3.4  |
| 2009–10 | ميلووكي باكز           | 11  | 0   | 5.6   | .308    | .000   | 1.000 | 1.2    | .2  | .1     | .0   | .9   |
| 2009–10 | فيلادلفيا سفنتي سيكسرز | 1   | 0   | 4.0   | .500    | .000   | .000  | 1.0    | .0  | .0     | .0   | 2.0  |
| 2010–11 | يوتاه جاز              | 62  | 1   | 9.8   | .478    | .000   | .839  | 1.9    | .5  | .3     | .2   | 2.2  |
| 2011–12 | فيلادلفيا سفنتي سيكسرز | 5   | 0   | 3.2   | .333    | .000   | .000  | .2     | .2  | .2     | .2   | .4   |
| المسيرة |                        | 472 | 149 | 15.3  | .478    | .188   | .700  | 3.5    | .6  | .5     | .5   | 3.7  |

### التصفيات
| السنة   | الفريق           | لعب | بدأ | دقيقة | ميداني% | ثلاثية | حرة  | ارتداد | صنع | استلاب | تصدي | نقطة |
| ------- | ---------------- | --- | --- | ----- | ------- | ------ | ---- | ------ | --- | ------ | ---- | ---- |
| 2004    | دنفر ناغتس       | 4   | 0   | 15.0  | .583    | .000   | .500 | 2.3    | .5  | .5     | .3   | 3.8  |
| 2005    | دنفر ناغتس       | 1   | 0   | 6.0   | .000    | .000   | .000 | 3.0    | .0  | .0     | .0   | .0   |
| 2006    | دنفر ناغتس       | 5   | 2   | 15.0  | .600    | .000   | .000 | 2.2    | .4  | .8     | .0   | 1.2  |
| 2007    | سان أنطونيو سبرز | 20  | 8   | 11.5  | .591    | .000   | .700 | 3.1    | .1  | .4     | .3   | 3.3  |
| المسيرة |                  | 30  | 10  | 12.4  | .581    | .000   | .682 | 2.8    | .2  | .5     | .2   | 2.9  |

## روابط خارجية
- فرانسيسكو إلسون على موقع إن بي أي (الإنجليزية)
- فرانسيسكو إلسون على موقع سبورتس رفرنس (الإنجليزية)
- فرانسيسكو إلسون على موقع الدوري الإسباني لكرة السلة (الإسبانية)
- فرانسيسكو إلسون على موقع كرة السلة الأوروبية.كوم (الإنجليزية)
- فرانسيسكو إلسون على موقع DraftExpress.com (الإنجليزية)
- فرانسيسكو إلسون على موقع كلية كرة السلة في سبورتس رفرنس.كوم (الإنجليزية)
- فرانسيسكو إلسون على موقع ريلجم (الإنجليزية)
- فرانسيسكو إلسون على موقع بروبوليرز (الإنجليزية)
- فرانسيسكو إلسون على موقع سبورتس رفرنس (الإنجليزية)